# 밸런스 오브 파워 (비디오 게임)
밸런스 오브 파워(Balance of Power)는 크리스 크로퍼드가 제작하고 1985년 마인드스케이프가 매킨토시용으로 출시한 냉전 시대의 지정학 전략 비디오 게임으로, 이후 2년에 걸쳐 다양한 플랫폼으로 이식되었다.
게임에서 플레이어는 미국 대통령이나 소련 사무총장의 역할을 맡는다. 목표는 다른 초강대국에 비해 세계에서 플레이어 국가의 입지를 높이는 것이다. 매년 차례마다 플레이어의 국제적 명성에 영향을 미칠 수 있는 무작위 이벤트가 발생한다. 플레이어는 이러한 이벤트에 다양한 방식으로 응답하도록 선택할 수 있으며, 이는 다른 초강대국의 응답을 촉발할 수도 있다. 이로 인해 두 국가 사이에 위기 상황이 발생하고 잠재적으로 핵전쟁으로 확대되어 게임이 종료된다.
크로퍼드는 특히 이스턴 프론트(Eastern Front, 1941)로 이미 잘 알려져 있었다. 1984년에 새로운 개념을 연구하기 위해 매킨토시 플랫폼으로 옮기겠다고 발표한 것은 상당한 관심을 불러일으켰다. 뉴욕 타임스 매거진의 매우 긍정적인 리뷰를 포함하여 출시 후 널리 리뷰되었다. 그럼에도 불구하고 흥미롭고 독특한 독창적인 논액션 게임 플레이로 칭찬을 받았다. 컴퓨터 게이밍 월드는 이 게임을 역대 가장 혁신적인 컴퓨터 게임 중 하나로 선정했다.
밸런스 오브 파워는 맥에서 성공했으며 이 포팅과 결합하여 궁극적으로 25만 대 이상 판매되었다.

## 같이 보기
- 세력균형